# 2. HOL za žene 1993./94.
Druga hrvatska odbojkaška liga za žene za sezonu 1993./94. je predstavljala drugi rang odbojkaškog prvenstva Hrvatske za žene. Sudjelovalo je osam klubova, a ligu su osvojile odbojkašice Dubrovnika.

## Poredak
1. Dubrovnik (Dubrovnik)
2. Veli Vrh (Pula)
3. Kastav (Kastav)
4. Šibenik (Šibenik)
5. Brda (Split - Kaštel Lukšić)
6. Spačva (Vinkovci)
7. Karlovac (Karlovac)
8. Marsonia (Slavonski Brod)

## Unutarnje poveznice
- Prva liga 1993./94.